# Культура террамар
Культура террамар, террамарі — археологічна культура бронзової доби на території Північної Італії.
Терамарі (від італ. terra — земля й італ. marna — мергель) — місцева назва пагорбів із чорнозему, на яких розташовані поселення бронзової доби між Болоньєю й Пармою (долина р. По, Північна Італія).
Представлена залишками невеликих укріплених селищ площею 1- 2 га.
Відкладення формувалися за рахунок нагромадження покидьків на поселенні, що існувало тривалий час. На деяких пам'ятниках є навколишні вали й стовпи, що дозволяють припустити захисту від повеней; реконструкції авторів ранніх розкопок у цей час втратили значення.
Носії культури Терамарі переселилися в Італію з дунайського регіону в средньобронзовій добі приблизно у 1500 р. до РХ; з ними поширився в Італії обряд поховання в урні.
Населення займалося землеробством, скотарством і полюванням.
- Високого рівня в обробці бронзи, такі вироби, як сокири із крильми, схожі на смичок фібули, і двосторонні бритви, були предметом торгівлі по всій Італії. Поряд із бронзовими знаряддями й зброєю застосовувалися кам'яні.
- Кераміка (посудини з місяцеподібною ручкою) ліпна. Типова кераміка мала темнолущену поверхню з концентричними жолобками, стовщеннями й рогатими ручками.
- Розвиток ткацтва — свідчення знахідки насіння льону, фрагментів одягу, пряселець.
- Характер поховань (урнові некрополі) свідчить за відсутність різкої майнової й соціальної нерівності.

Культура Терамарі вплинула на пізню фазу апеннінської культури і, згідно з деякими поглядами, на основі цих культур розвилися поля поховань Піанелло (1000 р. до РХ), а через них — на культури залізної доби.